# Laura Brent

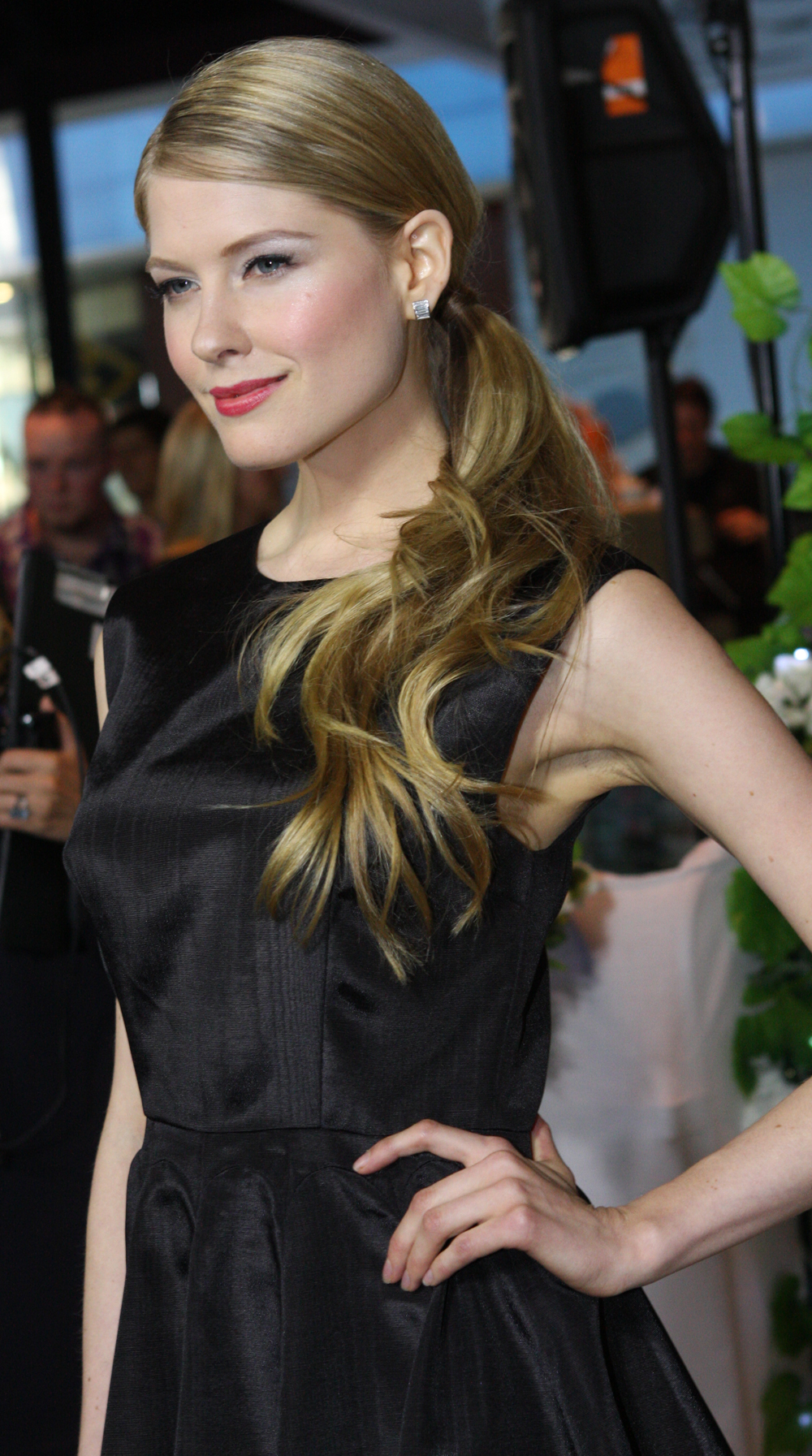
Laura Brent (2012)

Laura Brent (ur. 2 maja 1988 w Melbourne) – australijska aktorka.

## Życiorys
Laura urodziła się w Melbourne. Akademię teatralną w Sydney ukończyła w 2007 roku. Zadebiutowała na ekranie w 2009.

## Filmografia
- 2009: Wiadomość od prezesa jako przyjaciółka
- 2009: Chandon Pictures jako Sarah
- 2010: Miecz prawdy (serial TV) jako Dalia
- 2010: Ekipa ratunkowa jako Katrina Whitney
- 2010: Opowieści z Narnii: Podróż Wędrowca do Świtu[1] jako Lilliandil
- 2011: Wild Boys (serial TV) jako Charlotte Kenealty
- 2011: Burning Man jako pielęgniarka
- 2012: Anima jako Joselyn Murphy
- 2012: Kochanie, poznaj moich kumpli jako Mia Rammego
- 2012: Not Suitable for Children jako Erica
- 2014: Healing jako Stacey
- 2014: ANZAC Girls (serial TV) jako Elsie Cook
- 2016: Secret City (serial TV) jako dr Crick
- 2016: Transylvania (pilot serialu) jako Victoria[1]
- 2018: Winchester. Dom duchów jako Ruby Price
- 2018: Della Mortika jako Abigail Della Morte
- 2019: Upright (miniserial TV) jako Elise
- 2021: Mortal Kombat jako Allison